# 이성우 (음악인)
이성우(1976년 12월 8일~ )는 대한민국의 음악가이다. 펑크 록 밴드 노브레인의 리더 및 보컬이다.

## 예능
- 2016년 MBC 《미스터리 음악쇼 복면가왕》 - 참가자(야생과 함께 세렝게티)
- 2019년 MBC 《나 혼자 산다》 315,316회 - 게스트

## 서적
- 도쿄락 (Tokyo 樂) (이성우 저 / 로그인 / 2008년 6월 17일 / ISBN 9788962240344)